# Carleton Rea
Carleton Rea (ur. 7 maja 1861 w Worcester, zm. 26 czerwca 1946 w Anglii) – angielski botanik i mykolog.

## Życiorys
Carleton Rea urodził się w Worcester. Uczył się w The King's School, a następnie ukończył studia prawnicze na Uniwersytecie Oksfordzkim. Został adwokatem w obwodzie oksfordzkim, ale nigdy nie kontynuował swojej kariery z nadmiernym entuzjazmem i w 1907 r. zaprzestał wykonywania wyuczonego zawodu. W czasie wykonywania pracy adwokackiej cały swój wolny czas poświęcał swojemu hobby, jakim była przyroda. Po porzuceniu pracy adwokackiej zajął się wyłącznie przyrodą. Został członkiem klubu przyrodników w Worcestershire, a w 100-lecie jego powstania prezesem klubu. W 1896 r. był jednym z członków założycieli British Mycological Society i pierwszym redaktorem wydawnictw tego towarzystwa. W 1907 r. został wybrany na jego prezesa, w 1921 r. ponownie.

## Praca naukowa
Jego pierwszy artykuł w 1892 r. dotyczył rzadkich roślin z doliny Severn. Rea szczególnie jednak interesował się grzybami. Uczestniczył w spotkaniach mykologów we Francji i został członkiem honorowym Société mycologique de France w 1934 r. Napisał serię artykułów na temat brytyjskich grzybów, szczególnie pieczarkowców. Swoją wiedzę i doświadczenie w zakresie podstawczaków zebrał w wydanej w 1922 r. pracy British Basidiomycetaceae. Była to obszerna książka o brytyjskich podstawczakach będąca podstawowym, standardowym opracowaniem w tym zakresie przez następne około 30–40 lat.
Opisał wiele nowych gatunków roślin i grzybów. W nazwach naukowych utworzonych przez niego taksonów dodawane jest jego nazwisko Rea. Dla uczczenia jego osiągnięć jego nazwiskiem nazwano niektóre gatunki grzybów: Agaricus reae, Cortinarius reae, Entoloma reae, Hygrocybe reae, Melanoleuca reae, Rhizopogon reae, Scleroderma reae.